# Gustavo Salmerón
Gustavo García Salmerón (Madrid, 27 de agosto de 1970) es un actor y director español.

## Biografía
Desde muy niño se interesa por el cine y comienza a rodar cortometrajes caseros con sus hermanos y se siente atraído hacia las artes en general. A los dieciocho años, después de acabar el bachillerato, estudia un año en una localidad cercana a Chicago, donde entra en contacto con el mundo del teatro en la Mount Vernon Drama School. Aun así, la vocación de ser pintor sigue siendo más fuerte y después de presentar sus dibujos es preseleccionado para una beca en el prestigioso Art Institute de Chicago. Pero tiene que regresar a España por motivos familiares. Entonces se matrícula en la Facultad de Bellas Artes de Madrid.
Asiste regularmente a clase y lo combina con clases de Teatro en el Centro Cultural Nicolás Salmerón. Enseguida empiezan a ofrecerle, casi por casualidad, trabajos de actor en teatro y televisión. Finalmente el teatro gana la partida a las artes plásticas y Gustavo abandona la carrera para formarse como actor.
Estudia en diferentes escuelas durante más de quince años, entre las que destacan: Cristina Rota, Juan Carlos Corazza, Fernando Piernas y hace cursos con Augusto Fernández, Marketta Krimbel en Nueva York y en la Escuela Internacional de Cine de San Antonio de Los Baños (Cuba), Mariano Barroso, Rafael Spregelburd, Phillippe Gaulier, etc.
Después de haber trabajado en televisión, en diferentes programas infantiles, juveniles y musicales, Tv movies y diversos montajes teatrales, llega a la gran pantalla de la mano de Julio Medem en La ardilla roja y desde entonces participa en más de una veintena de películas como Mensaka, Asfalto, Más que amor, frenesí, Todo es mentira o Fuera del cuerpo, etc. También rueda dos películas en Cuba, Mambí y Operación Fangio. En Nueva York protagoniza The Other Shoe y en Londres Lluvia en los zapatos.
Ha colaborado con muchos directores noveles, además de con directores consagrados como Luis García Berlanga, en Blasco Ibáñez, Manuel Gutiérrez Aragón, en El rey del río, o Mario Camus en La playa de los galgos.
En 2001 se siente atraído por la dirección y rueda el cortometraje Desaliñada con Candela Peña, Ernesto Alterio, Guillermo Toledo y Santiago Chavarri, por el que obtiene el Goya al mejor cortometraje en 2002 y numerosos premios internacionales.
En 2017 estrena un largometraje documental sobre su familia, Muchos hijos, un mono y un castillo, que obtiene el premio Goya al mejor documental en 2018.

## Obra

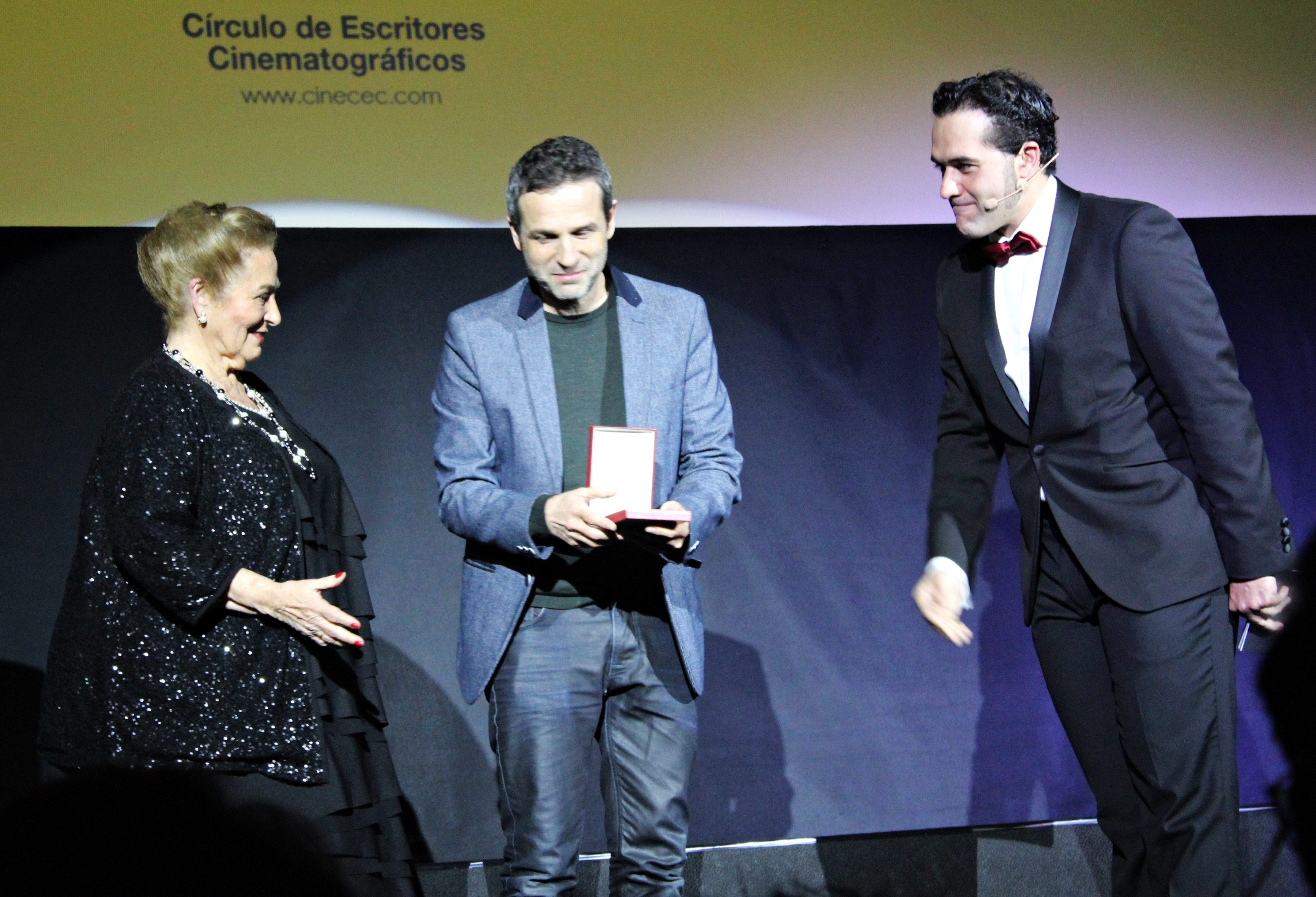
Salmerón recibiendo la Medalla del Círculo de Escritores Cinematográficos al mejor documental por Muchos hijos, un mono y un castillo.

### Cine
| Año  | Título                                                      | Personaje             | Director                                       |
| ---- | ----------------------------------------------------------- | --------------------- | ---------------------------------------------- |
| 1993 | El camino de las estrellas                                  | Hombre Lobo / Valente | Chano Piñeyro                                  |
| 1993 | La ardilla roja                                             | Luis Alfonso          | Julio Medem                                    |
| 1994 | Todo es mentira                                             | Claudio               | Álvaro Fernández Armero                        |
| 1995 | El dominio de los sentidos                                  | Alex                  | Judith Colell                                  |
| 1995 | El rey del río                                              | César                 | Manuel Gutiérrez Aragón                        |
| 1996 | Blasco Ibáñez                                               |                       | Luis García Berlanga                           |
| 1996 | Mambí                                                       | Galleguito            | Teodoro Ríos y Santiago Ríos                   |
| 1996 | Más que amor, frenesí                                       | Alberto               | Miguel Bardem, Alfonso Albacete y David Menkes |
| 1996 | Fotos                                                       | Narciso               | Elio Quiroga                                   |
| 1996 | Ración de pulpo                                             | Baby                  | José María Benítez                             |
| 1997 | Mensaka                                                     | David                 | Salvador García Ruiz                           |
| 1997 | 99.9                                                        | Víctor                | Agustí Villaronga                              |
| 1997 | Atómica                                                     | Dani                  | Alfonso Albacete y David Menkes                |
| 1997 | Cien maneras de hacer el pollo al txilindrón (cortometraje) | José Pamplona         | Kepa Sojo                                      |
| 1997 | Sábanas blancas (cortometraje)                              |                       | Imanol Goñez                                   |
| 1999 | El arte de morir                                            | Nacho                 | Álvaro Fernández Armero                        |
| 1999 | Asfalto                                                     | Chino                 | Daniel Calparsoro                              |
| 1999 | Operación Fangio                                            | Sánchez Plaza         | Alberto Lecchi                                 |
| 1999 | Lluvia en los zapatos                                       | Rafael                | María Ripoll                                   |
| 2002 | La playa de los galgos                                      | Pablo                 | Mario Camus                                    |
| 2003 | The other shoe                                              | Gonzalo               | Guillermo Escalona y Joan Cuevas               |
| 2004 | Diez minutos (Cortometraje)                                 | Enrique               | Alberto Ruiz Rojo                              |
| 2004 | Fuera del cuerpo                                            | Bruno / Álex          | Vicente Peñarrocha                             |
| 2005 | La explicación (Cortometraje)                               | Marcos                | Curro Novallas                                 |
| 2005 | Reinas                                                      | Hugo                  | Manuel Gómez Pereira                           |
| 2006 | Remake                                                      | Ernesto               | Roger Gual                                     |
| 2007 | Body armour                                                 | Rogelio García        | Ferry Lively                                   |
| 2008 | Carlitos y el campo de los sueños                           | Diego                 | Jesús del Cerro                                |
| 2009 | Lala (Cortometraje)                                         | Jesús                 | Esteban Crespo                                 |
| 2010 | Bestezuelas                                                 | Fabio                 | Carles Pastor                                  |
| 2011 | La senda                                                    | Raúl                  | Miguel Ángel Toledo                            |
| 2011 | Nadie tiene la culpa (Cortometraje)                         | Antonio               | Esteban Crespo                                 |
| 2011 | ¿Bailas? (cortometraje)                                     | Carlos                | Daniel Azancot                                 |
| 2012 | Los pájaros perdidos (cortometraje)                         | Hijo de Sebastián     | Alber Ponte                                    |
| 2012 | Aquel no era yo (cortometraje)                              | Juanjo                | Esteban Crespo                                 |
| 2013 | Gente en sitios                                             |                       | Juan Cavestany                                 |
| 2014 | La propina (cortometraje)                                   |                       | Esteban Crespo                                 |
| 2014 | V/H/S Viral                                                 | Alfonso               | Nacho Vigalondo, Varios directores             |
| 2015 | Little Galicia                                              | Gonzalo               | Alber Ponte                                    |
| 2017 | Amar                                                        | Pablo                 | Esteban Crespo                                 |
| 2017 | Muchos hijos, un mono y un castillo                         | Gustavo Salmerón      | Gustavo Salmerón                               |
| 2018 | Titán                                                       | Felipe Ramos          | Lennart Ruff                                   |
| 2021 | Viejos                                                      | Mario                 | Raúl Pérez Cerezo y Fernando González Gómez    |

### TV
- No te lo pierdas - TVE
- That´s english - TVE
- De repente, los Gómez - Telecinco.
- Hay alguien ahí - Cuatro.
- Legado - Netflix

### Teatro
- 1995 Esperando al zurdo - Dir. Cristina Rota.
- 1995 Lo bueno de las flores es que se marchitan pronto - Dir. Cristina Rota.
- 1996 Stop Madrid - Dir. E. Recabarren.
- 1997 Abocados - Dir. Maxi Rodríguez.
- 2006 Barcelona, mapa de sombras - Dir. Laila Ripoll - C.D.N.
- 2011 Los últimos días de Judas Iscariote - Dir. Adan Black.

### Como director
- 2001 Desaliñada (Ganadora del Goya al mejor cortometraje 2002).[3]
- 2017 Muchos hijos, un mono y un castillo (Ganadora del Goya al mejor documental 2018).[4]